# Cabo Matapalo
Para otros significados, véase Matapalo (desambiguación)
Matapalo es un cabo localizado en el extremo sudeste de la península de Osa, Provincia de Puntarenas), en el pacífico costarricense. Su ubicación geográfica la encontramos en las coordenadas 8° 23' 0" norte y 83° 17' 0" oeste. Frente a este cabo se encuentra un islote con el mismo nombre (islote o roca Matapalo).
- Datos: Q5015728